# Amazon MGM Studios
Amazon MGM Studios, američka filmska i televizijska produkcijska kompanija u vlasništvu tvrtke Amazon. Osnovana je 16. studenog 2010. godine pod imenom Amazon Studios. Svoje sadašnje ime je dobila 4. listopada 2023. godine nakon spajanja s MGM Holdings-om, kojeg je Amazon kupio godinu ranije.
Trtka distribuira filmove u kina pod etiketom Metro-Goldwyn-Mayera (MGM) i preko vlastite streaming platforme Amazon Prime Video, koja je pokrenuta kao konkurencija Netflixu i Disney+.

## Vanjske poveznice
- Službene stranice Amazon MGM Studios (engl.)